# Спиро Гулабчев
Спиридон (Спиро) Константинов Гулабчев е български общественик от края на XIX – началото на XX век, „колоритен политически деец, публицист и издател“, радетел за нов, фонетичен правопис на българския книжовен език, основател на сиромахомилството един от първите идеолози на анархизма в България.

## Биография

### Младежки години
Гулабчев е роден в големия македонски български град Лерин (днес Флорина, Гърция) на 12 юни 1856 година (два дни преди бъдещия му основен критик Димитър Благоев) в семейството на Екатерина и свещеник Константин Гулабчев, председател на българската община в Лерин. Брат е на просветните дейци Илия Гулабчев и Димитър Гулабчев. Учи в българското училище в Цариград и Одрин заедно с Димитър Благоев, където учител им е Петко Славейков. След това Гулабчев продължава обучението си в Пловдив.
В 1870 година Спиро Гулабчев става учител в леринското село Горно Неволяни, като в училището въвежда взаимоучителния метод и преподава и на гръцки, и на български. Ученикът му Наум Христов си спомня:
| „ | Даскал Спиро, млад 16-годишен момък, беше по-умен и по-интелигентен от кабашеца Тодор. Като син на свещеник, той знаеше и черковното пеене, беше свършил третокласното гръцко училище в Лерин. Той измени старата система на преподаване в училището ни, в което въведе новата, наречена „взаимопоучителна“. Даде ни нови учебници – читанки, географии, свещена история, краснописание и други. Всеки урок ни превеждаше от гръцки на български, а през втората година на неговото учителствуване започна да ни преподава и на български. Всички ученици в един месец почти научиха да четат и пишат на български и започнаха да захвърлят гръцките учебници. | “ |

През есента на 1871 година след обявяването на схизмата върху Българската екзархия и съответно върху баща му поп Константин, Спиро Гулабчев е принуден да напусне Неволяни и заминава за Пловдив при своя роднина владиката Панарет.
В 1877 година заминава за Русия, където две години учи в Духовната академия в Москва, след това право в Московския университет, а от 1881 година филология в Историко-филологическия факултет на Киевския университет – първоначално като стипендиант на Източна Румелия, а след Съединението – на Княжество България.
В Русия Гулабчев се описва като
| „ | български поданик, българин... роден в България – Македония, в селището Лерин. | “ |

В писмо до екзарх Йосиф I Български, с което моли за финансова помощ за баща си поп Константин, Гулабчев се нарича „Покорнио Ви Българин из Лерин“.
В Русия Гулабчев попада под влияние на народническите идеи и контактува с тайни народнически групи. В 1883 година в Киев Гулабчев основава българското студентско дружество „Приятелска дружина за унапредване на българщината в Македония“. В Киев започва и своята обществена и издателска дейност, като издава няколко брошури, съдържащи художествени произведения или посветени на естествено научни и селскостопански въпроси. В 1885 година издава разказа „Дядо Стоян“ с предговор „Няколко думи върху някои работи от българското правописание“, в който развива идеите си за фонетичен правопис на българския език, който да е по-достъпен за народа и сиромасите. Поддържа кореспонденция с Тодор Влайков, който му изпраща стихове за публикация.
При завръщането му от зимната ваканция през 1886 година е заловен в Одеското пристанище да пренася нелегална революционна литература в куфари с двойни дъна, изключен е от университета, съден е и затворен. След застъпничество от страна на Българската екзархия и българското правителство, Гулабчев е спасен от заточение в Сибир и е освободен и екстерниран в България през 1886 година.

### Учител и водач на сиромахомилството (1887 – 1890)
В България Гулабчев преподава в Габровската (1 януари 1887 – 1 март 1888 г.), Варненската (1888) и Търновската гимназия (учебната 1888 – 1889 година). Гулабчев попада в социалистическа среда в Габровската гимназия. Там той организира таен кръжок, но работата му като учител в гимназията завършва с бунта на учениците в 1888 година, скоро след който Гулабчев е преместен във Варненската гимназия. Спиро Гулабчев предвижда, след разпръскването на бунта, учениците да издадат брошура за Габровския ученически бунт, който план така и не се осъществява. Във Варна основава просветното дружество „Капка“.
В този период Гулабчев поставя основите на българския вариант на народничеството – сиромахомилството като основава в Габрово, Севлиево и други градове така наречените „Приятелски дружини“, които имат предимно пропагандни и просветни цели, но са основани на строго конспиративни начала. Димитър Благоев, на когото се дължи най-пълното описание на сиромахомилската идеология, и който е в конфликт с Гулабчев пише:
| „ | [Сиромахомилската организация] беше тайна, крайно конспиративна, поставена върху чисто езуитски начала. Тя се състоеше от групи в разни градове, в които групи се приемаха членове само със съгласието на Гулабчева. Групите не се познаваха една друга, даже членовете от едни групи не трябваше да познават членовете на други групи. Само Гулабчев трябваше да знае всички и само той определяше кой е годен за неговата организация и кой не. И наистина, при обиска в квартирата му властите намериха списък на всички членове и дори на техни приятели със забележки срещу тях. Така в този списък влизаше и Георги Кирков, лично познат с Гулабчев и с мнозина видни тогава сиромахомили. Срещу неговото име Гулабчев беше турил характеристиката: „арен ама не е за нас“. Без съмнение Гулбачев беше прав, защото Г. Кирков беше първият, който не само не попадна под влиянието на неговата организация, но и на всяка крачка се присмиваше над сиромахомилството на Гулабчева. Един от принципите на Гулабчев беше, да не съществува никакво интимно приятелство и доверие между неговите последователи. | “ |

Според Благоев, Гулабчев смятал, че личното приятелство пречи на пълната преданост на работата и обвива в конспиративност сиромахомилските организации. Приемането на членове в тях става, както и събранията им, става при тайнственост, която цели да въздейства на оглашените. Според Благоев така Гулабчев осъществявал желанието си всички да му се подчиняват и да му се доверяват напълно. Гулабчев също така води война против естетиката, лукса и разкоша. Сиромахилската програма включва милост, състрадание към сиромасите и война против модата и особено против женската мода, несъгласие с разходи за висше образование, докато народът тъне в бедност и т.н. Въвежда модата да се ходи без вратовръзка, с вдигната яка и запретнати крачоли, популярна сред ранните социалисти в България. Според него и следването във висши учебни заведения е „безнравствено“. Общественият идеал на Гулабчев, според Благоев, е потребителният комунизъм, като мечтае за образуване на комуна от избрани негови последователи, а любимите му теми са себеотричането и еманципацията на жените. Тайнствеността, с която Гулабчев обгръща себе си и възгледите си привлича симпатиите на младежта и придава обаяние на речите му. През лятото на 1889 г. на сиромахомилска сбирка в Севлиево на въпроса „Кое най-много ни тежи?“ Гулабчев отговаря:
| „ | Че не мога да живея, тъй както аз искам, и защото другите не съзнават това. Че жените не съзнават своето робско положение и, които го съзнават, жертвуват всичко саде за едни фимерни наслаждения. | “ |

Сиромахомилските организации са ползвали и тайни азбуки, съществували в социалистическите организации и след 1891 г., както това се разбира от публикуваните във вестник „Свобода“ полицейски разкрития, в които са изнесени писани от Гулабчев инструкции като тази „Да се приемат общи букви между учениците и тука, както и общи знакове“.
През август 1887 година Гулабчев на път за Габрово, където е учител, минава през Казанлък и пропагандира сиромахомилските идеи. Казанлъчанинът Константин Бозвелиев пише в спомените си:
| „ | Името на Гулабчев тогава беше станало известно почти на цялата българска напредничава младеж и дори в нейните очи бе окръжено с ореола на един страдалец за идея... Направи ми преди всичко впечатление външния изглед на Гулабчева: млад, едва 25 – 28 годишен човек, а вече с побеляла глава. Облечен беше просто – с малоруска риза и шевици. Запознахме се. На разговор той се оказа един крайно любознателен човек и приятен събеседник. В малко време неговото просто и искрено слово завладя сърцето ми и сякаш ме твърде много сближи с тоя до вчера непознат за мен човек. На следния ден Гулабчев чрез нас се запозна с мнозина наши съграждани и мои приятели и другари и между нас се роди идеята да го придружим на коне до Габрово... Гулабчев ми изтъкваше недостатъците и несправедливостта на сегашния обществен строй, икономическото неравенство – големи богатства у едни, голяма сиромашия у други, което води и към политическо неравенство, защото богатите винаги имат по-силно влияние в държавата и държат властта в ръцете си. Изтъкваше ми как докато голяма част от обществото е поставено в условия тежки за живота, пресилена работа, малка заплата, лоша и недостатъчна храна, недостатъчна почивка, тясно и нехигиенично жилище и пр. – друга част от това общество почти нищо не работи, а се ползва с всички имотни и културни блага и плува в доволство, като бъбрек в лой. В заключение на всичко това Гулабчев сочеше нуждата от една дълбока обществена реформа, която би премахнала тези неправди в обществото и би дала възможност на всички хора да живеят щастливо в света. | “ |

Търновският ученик на Гулабчев Сава Събев пише в спомените си:
| „ | Тук работата не беше само до едно общо развитие, но и до изработване на мирогледа. Гулабчев преподаваше най-нова история в последния клас на Търновската гимназия, но той вместо това в продължение на цяла една година разправяше в клас на учениците всичко, каквото е срещнал, чул, прочел, и то винаги във връзка с въпроса, какъв трябва да бъде человек. Той втълпяваше, че смисълът на живота е в труда и в служба на обществото. Никога Гулабчев не сбъркваше да каже думата „социалист“ пред учениците и той не беше такъв по днешните разбирания. Той даваше тласък и напъти много младежи към социалистическото движение, а сам той остана вън от него. | “ |

От 17 до 20 юли 1889 година Гулабчев участва на Габровското социалистическо събрание, на което присъстват 11 – 12 души. Според Андрея Конов Гулабчев, макар и по убеждения анархист – социалист, е ръководна личност на събранието и се солидаризира с другите в предприемане на литературното движение. На конференцията е решено да се купи печатница, която да издава литературни произведения, преводни и оригинални „за събуждане на българския народ“. Влиянието на Гулабчев е видно в Правилата, които събранието приема – въпросите да се решават „по убедителност“, а не с мнозинство и правописът на печатаните книги да е фонетичен. Според някои източници Гулабчев е организатор или ръководител на събранието. По време на Габровското социалистическо събрание се създава първата социалистическа печатница в Русе.

### „Един оглед по етнографията на Македония“
В 1887 година Гулабчев издава книгата „Един оглед по етнографията на Македония“, в която подобно на лозарите, настоява за приближаване на българския книжовен език до западните народни говори
| „ | щото бѫлгарскии книжнин език да се [...] разбира от простите бѫлгари, ама били тия мизиици, тракиици, или македонци. | “ |

В този си труд Гулабчев разобличава гръцките фалшификации на истината за националната принадлежност на македонското население:
| „ | Гѫрците и досега още ги именуват макѣдонските жители ту съ името „Елини“, ту съ името „Вулгарофони“; при все това тия си остават пак таквис бѫлгари каквито и си сѫ. | “ |

Както и опитите на сръбската пропаганда да наложи лъжата за някакво местно славянско население, различно от българското и предрича появата на македонизма:
| „ | За забелѣзванѣ е, чѣ сѫрбите колчѣм говорат за своите си права върху Макѣдонiя, повѣчето пъти съ думата „славяни“ именуват Макѣдонските бѫлгари, от колкуто съ думата сѫрби... Тия, види се, именуват ги съ думата славяни, за да можятъ отсетне... да извадат заклiучѣнiето – чѣ макѣдонските славяни сѫ многу по-близки към сѫрбите, а чѣ от тук сетне да можят, да извадат и второ заклiучѣнiе – чѣ макѣдонските славяни повечѣ сѫ сѫрби, от колкуто бѫлгари. | “ |

Гулабчев стига до заключението, че
| „ | наi-главнии елѣмент въ Макѣдонiя е бѫлгарскии; но освен него там има и други оште народни елѣменти, като: турци, гѫрци, сѫрби, арнаути, власи и евреи. | “ |

Гулабчев, повлиян от идеите на украинския федералист професор Михайло Драгоманов, смята, че териториалните проблеми на Балканите и особено Македонският въпрос могат да се решат чрез създаването на Балканска федерация.

### „Скоро-печатницата на Спиро Гулабчев“ (1890 – 1905)
Уволнен за своята дейност като водач на сиромахомилското движение, през 1890 година Гулабчев се установява в Русе, където със средствата на социалистическите кръжоци открива печатница. Според Бозвелиев Гулабчев предлага на социалистическите организации да вземат участие в изкупуването на взетата на кредит печатница и те го правят, като само казанлъшката организация внася на Гулабчев над 1300 лева.
Гулабчев започва като общо издание на социалистическите организации печатането на един периодичен сборник от статии по обществени въпроси. През май 1891 година излиза първият брой под името „Ново време“, в който редакционната статия е на Димитър Благоев, но тъй като Гулабчев е противник на създаването на социалистическа партия, сам унищожава тиража му. Втората отпечатана книга е социалистическият роман на Едуард Белами „След сто години“.
След Търновската сбирка на социалистическите кръжоци и групи през април 1891 година, Спиро Гулабчев връчва на пристигналия да го сондира в Русе Георги Бакалов писмо, в което коментира проекта на програмата и устава на подготвящата се партия. Бозвелиев пише:
| „ | Тук трябва да забележа, че през годините 1888 – 1891 Спиро Гулабчев минаваше за един от първите апостоли на социализма в България и затова се изяви желание да се чуе и неговото мнение по въпроса за организирането на партията. Сега Бакалов ни носеше това мнение на Гулабчева, което бе отрицателно по всички линии. Гулабчев не бе съгласен с наименоването на партията „Социалдемократическа“, а трябвало да остане само социалистическа. За себе си той казваше, че си остава просто социалист „сиромахомил“, без друго прилагателно към това име. Още по-малко бе съгласен с установения в устава принцип за решаване на въпросите с „болшинство“. Според него болшинството нямало право да се налага над малцинството, защото това било тирания над личността. Също за такава тирания той смята и онези наредби в устава, които задължават членовете на партията да внасят вноски и да изпълняват наредбите, дадени от горе. С други думи Гулабчев, ако бе искрен в тия си изявления, се проявяваше като анархист. | “ |

На учредителния Бузлуджански конгрес на БСДП през юли 1891 година е решено в идейно отношение да не се поддържат никакви връзки с Гулабчев, тъй като той сам със своите анархистични възгледи по партийната дейност се е поставил извън партията. Спиро Гулабчев отхвърля решението за създаване на социалдемократическа партия, тъй като сам поддържа абсолютната свобода на личността. Освен това Гулабчев не поддържа преустройството на частната собственост в обществена, а премахването на собствеността изобщо. Гулабчев е критикуван, че относно бъдещето обществено устройство той не е в състояние да предложи нищо конкретно, а дейността му заплашва да отклони социалистическото движение от марксисткия път и поради тези причини Димитър Благоев и неговите сътрудници изолират Гулабчев и ограничават влиянието му.
След изплащането на русенската печатница, Гулабчев я обявява за своя собственост. Според Бозвелиев, Гулабчев ги излъгва и с тиража на романа на Белами. Социалистическите кръжоци обмислят да го съдят, но поради липса на доказателства за изплащането се отказват.
„Скоро-печатницата на Спиро Гулабчев“ отпечатва за съществуването си над 140 тома литература, основно социалистически, народнически и анархистични произведения, като „Какво да се прави“ на Чернишевски и първия български превод на „Манифест на Комунистическата партия“ на Маркс и Енгелс (1891). Спиро Гулабчев издава книгата на Хърбърт Спенсър „За политическото възпитание“ (1891), както и съчинението на Джон Стюарт Мил „Социалистическите системи за икономическата уредба на обществото и възраженията против тях“ (1894) – в превод от руски език. Самият Гулабчев е автор на няколко книжки и преводач на много от издадените в печатницата му.
Гулабчев издава и художествена литература; през 1892 година в неговата печатница излиза обемистият социален роман на австрийската писателка Берта фон Зутнер „Долу оръжията“ с подзаглавие „Роман из живота“. Този световноизвестен роман е публикуван в България само три години след излизането му на немски език. В „Скоропечатницата“ на Гулабчев се печатат и няколко регионални либерални вестника, както и посветеният на Македонския въпрос вестник „Македония“ (1902). В Русе Гулабчев е заместник-секретар на Македоно-одринското дружество и завежда издателската му дейност, като издава брошурите „Екатерина Авксентиева Симидчиева“, „Мъките на българите в Македония и Одринско“, „Убийството на Фитовски“ и други.
Около печатницата на Гулабчев в Русе в 1892 година се групират работници, дребни собственици, чиновници и ученици, които изучават и разпространяват анархистките книги, печатани от Гулабчев.
Директорът на Русенската девическа гимназия Димитър Маринов пише за дейността на Гулабчевата печатница:
| „ | Гулабчев се беше настанил в Русе, беше отворил книжарница и основал книгопечатница. При книжарницата той беше основал нещо като читалище, гдето вечерно време и през неделните и празнични дни учениците ходеха да четат различни вестници и книги със социалистическо съдържание. От книжарницата раздаваше книги и за домашен прочит. Всеки ученик, който посещаваше читалището или вземаше книги за домашен прочит, плащаше месечно по 50 ст., като абонамент и по 5 лв залог, като гаранция за вземане на книги. В туй читалище се четяха реферати върху различни въпроси – изключително социалистически. Когато поех гимназията, аз намерих, че целите горни класове: VІІ, VІ, V и ІV, а немалко ученици и от третите класове бяха редовни абонати и посетители на клуба-читалище. Нещо повече – мнозина от учениците, особено по-бедните, бяха се задължили и ходеха вечер и в празник да въртят колелото в печатницата и да разнасят социалистически брошури, да ги продават. | “ |

- Книги от Скоро-печатницата
- Манифестътъ на Комунистическата партия отъ Карла Маркса и Фридриха Енгелса.   Русе, Скоро-печатницата Спиро Гулабчѣв, 1891.
- Беллами, Едуардъ. Следъ сто години.   Руссе, Скоро-печатница Спиро Гулабчевъ, 1892.
- Ричардсон. По избора на книгите или по самообразованието, второ издание.   Русе, Скоро-печатница Спиро Гулабчевъ, 1896.
- Теодоровъ, Юрданъ П. Въспоменания по въстанията въ Търновския санджакъ прѣзъ 1876-та година и по сѫдението на българскитѣ въстанници въ Търново.   Русе, Скоро-печатницата Спиро Гулабчевъ, 1897.
- Занетовъ, Гаврилъ. Българското население в срѣднитѣ вѣкове. Историко-юридически скици.   Русе, Скоро-печатницата на Спиро Гулабчевъ, 1902.
- Фламмарионъ, К. По вълнитѣ на безкрайностьта.   Русе, Скоро-печатницата на Спиро Гулабчевъ, 1903.

### Възгледи относно ВМОРО
След неуспеха на Илинденско-Преображенското въстание от лятото на 1903 година, на следната 1904 година Гулабчев пише три, останали непубликувани ръкописа - „МОРО“, „Причините, които зародиха революционната организация остават незачекнати“ и „Резултатът от Въстанието? Външни влияния върху революционното движение в Европейска Турция? Новите устави и правилници?“, в които критикува водачите на Революционната организация. В „МОРО“ Гулабчев обвинява организацията, че налага цензура и преследва и унищожава социалистическите брошури, и че са произнасяни смъртни присъди на хора, критикуващи ръководството.
- „МОРО“
- Страница 1
- Страница 2
- Страница 3
- Страница 4

### Възгледи относно правописа
Спиро Гулабчев поддържа възгледи за фонетизиране на правописа на книжовния български език. Още в Киев в предговора към „Един расказ. Дѣдо Стоян“, озаглавен „Неколку думи върху некои работи от бѫлгарското ни правописание“, издаден в 1885 година, Спиро Гулабчев се застъпва за възприемането на близък до народа фонетичен правопис, на който по-късно отпечатва творбите си. Според Гулабчев, ако човек се заеме да направи писменост за българския език без да е съществувала изобщо славянска писмена традиция, работата на този човек ще се състои във:
| „ | вѣрното схватванѣ на всичкитѣ гласѣжи (звукове) у ѣзика на този народ, и въ вѣрното узнаванѣ, кой гласѣж на каде и каде се чюва и се употрѣбява спорѣд органическата свойштина на ѣзика. | “ |

Така според него крайните ерове трябва да се изхвърлят и след шушкавите „ш“, „ч“ и „ж“ трябва да се пишат само „ю“ и „я“ заради мекия гласеж на съгласните, „щ“ да се замени с „шт“. Според него фонетичният правопис трябва да се въведе чрез достъпна за народа лексика, като се освободи българският език от чуждите думи. По този повод пише:
| „ | Страшно се лъжем ако би да си мислим, че се унижава учеността ни, умността ни, развитието ни или достойнството ни от употреблението на простонародни думи, които ги разбира и употребява народът. | “ |

Гулабчев изтъква като основен аргумент за опростяване на правописа довод с идеен хакатер:
| „ | Книжовният език у който и да е народ, а най-вече у наший не е и не трябва да служи за салтанат, а за полза, полза да допринася на тоя прост народ, който и гимназии ни поддържа, и стипендии ни дава, и със субсидии ни подкрепя, и с всичко... | “ |

Възгледите на Гулабчев са критикувани от Иван Вазов, който защитава поддържането на среден курс между фонетичния и етимологичния принцип в правописа:
| „ | Той е попаднал под същата погрешка, под която попадат ония, които искат да натрапат на новобългарский язик правилата на старобългарското правописание. Крайностите се допират. Ония, които искат да се държат за етимологията, не зимат във внимание измененията които е претърпял язикът. Г. Гулабчев право казват, че язикът, у който и да било народ, е също като жив организъм, който с минуванието на времето менява се както откъм лексикологията си, така и откъм граматическите си форми... Но правописанието, което е той съставил и ни проповядва да приемем, направено ли е според органическата свойщина на язика? Г. Гулабчев е зле приложил началата, които е приел за основа на своето правописание и за да не бъдем голословни, ще покажем на факта, че той е изхвърлил ъ и ь в краят на думите... Не по-сполучливи са и някои други нововъведения, които Гулабчев се старае да проведе в правописанието и които, направени уж за да стане правописанието съобразно с потребностите на язика, пренебрегват досущ напротив тия потребности. Г. Гулабчев не иска само да поправи правописанието, той иска да поправи и язика. | “ |

### Последни години
Към 1905 година Гулабчев ликвидира печатницата си и издателската си дейност поради големи задължения, които изплаща до края на живота си. Работи като чиновник във Върховната сметна палата в София. След Междусъюзническата война Гулабчев участва в опита за уния, направен от Националния съюз през октомври 1913 година.
Умира през януари 1918 година в Александровската болница в София.
| |  |  |
| Писмо от Спиро Гулабчев до анархиста Никола Герджиков с коментар на анархистка литература. 16 ноември 1905 г. |  |  |

## Родословие
|  |  |  |  |  |  |  |  |  |  |  |  |  |  |  |  |  |  |  |  |                              |                              |                              |                              | Димитър Божков               | Димитър Божков               | Димитър Божков | Димитър Божков | Димитър Божков                    | Димитър Божков                    |                                   |                                   | Димка                             | Димка                             | Димка | Димка | Димка                            | Димка                            |                                  |                                  |                                  |                                  |  |  |                   |                   |                   |                   |                   |                   |  |  |  |  |  |  |  |  |  |  |  |  |  |  |  |  |  |  |  |  |  |  |  |  |  |  |  |  |  |  |  |  |  |  |  |  |
|  |  |  |  |  |  |  |  |  |  |  |  |  |  |  |  |  |  |  |  |                              |                              |                              |                              | Димитър Божков               | Димитър Божков               | Димитър Божков | Димитър Божков | Димитър Божков                    | Димитър Божков                    |                                   |                                   | Димка                             | Димка                             | Димка | Димка | Димка                            | Димка                            |                                  |                                  |                                  |                                  |  |  |                   |                   |                   |                   |                   |                   |  |  |  |  |  |  |  |  |  |  |  |  |  |  |  |  |  |  |  |  |  |  |  |  |  |  |  |  |  |  |  |  |  |  |  |  |
|  |  |  |  |  |  |  |  |  |  |  |  |  |  |  |  |  |  |  |  |                              |                              |                              |                              |                              |                              |                |                |                                   |                                   |                                   |                                   |                                   |                                   |       |       |                                  |                                  |                                  |                                  |                                  |                                  |  |  |                   |                   |                   |                   |                   |                   |  |  |  |  |  |  |  |  |  |  |  |  |  |  |  |  |  |  |  |  |  |  |  |  |  |  |  |  |  |  |  |  |  |  |  |  |
|  |  |  |  |  |  |  |  |  |  |  |  |  |  |  |  |  |  |  |  |                              |                              |                              |                              |                              |                              |                |                | Константин Гулабчев (1826 – 1908) | Константин Гулабчев (1826 – 1908) | Константин Гулабчев (1826 – 1908) | Константин Гулабчев (1826 – 1908) | Константин Гулабчев (1826 – 1908) | Константин Гулабчев (1826 – 1908) |       |       | Екатерина Христова (1830 – 1900) | Екатерина Христова (1830 – 1900) | Екатерина Христова (1830 – 1900) | Екатерина Христова (1830 – 1900) | Екатерина Христова (1830 – 1900) | Екатерина Христова (1830 – 1900) |  |  |                   |                   |                   |                   |                   |                   |  |  |  |  |  |  |  |  |  |  |  |  |  |  |  |  |  |  |  |  |  |  |  |  |  |  |  |  |  |  |  |  |  |  |  |  |
|  |  |  |  |  |  |  |  |  |  |  |  |  |  |  |  |  |  |  |  |                              |                              |                              |                              |                              |                              |                |                | Константин Гулабчев (1826 – 1908) | Константин Гулабчев (1826 – 1908) | Константин Гулабчев (1826 – 1908) | Константин Гулабчев (1826 – 1908) | Константин Гулабчев (1826 – 1908) | Константин Гулабчев (1826 – 1908) |       |       | Екатерина Христова (1830 – 1900) | Екатерина Христова (1830 – 1900) | Екатерина Христова (1830 – 1900) | Екатерина Христова (1830 – 1900) | Екатерина Христова (1830 – 1900) | Екатерина Христова (1830 – 1900) |  |  |                   |                   |                   |                   |                   |                   |  |  |  |  |  |  |  |  |  |  |  |  |  |  |  |  |  |  |  |  |  |  |  |  |  |  |  |  |  |  |  |  |  |  |  |  |
|  |  |  |  |  |  |  |  |  |  |  |  |  |  |  |  |  |  |  |  |                              |                              |                              |                              |                              |                              |                |                |                                   |                                   |                                   |                                   |                                   |                                   |       |       |                                  |                                  |                                  |                                  |                                  |                                  |  |  |                   |                   |                   |                   |                   |                   |  |  |  |  |  |  |  |  |  |  |  |  |  |  |  |  |  |  |  |  |  |  |  |  |  |  |  |  |  |  |  |  |  |  |  |  |
|  |  |  |  |  |  |  |  |  |  |  |  |  |  |  |  |  |  |  |  |                              |                              |                              |                              |                              |                              |                |                |                                   |                                   |                                   |                                   |                                   |                                   |       |       |                                  |                                  |                                  |                                  |                                  |                                  |  |  |                   |                   |                   |                   |                   |                   |  |  |  |  |  |  |  |  |  |  |  |  |  |  |  |  |  |  |  |  |  |  |  |  |  |  |  |  |  |  |  |  |  |  |  |  |
|  |  |  |  |  |  |  |  |  |  |  |  |  |  |  |  |  |  |  |  | Спиро Гулабчев (1856 – 1918) | Спиро Гулабчев (1856 – 1918) | Спиро Гулабчев (1856 – 1918) | Спиро Гулабчев (1856 – 1918) | Спиро Гулабчев (1856 – 1918) | Спиро Гулабчев (1856 – 1918) |                |                | Димитър Гулабчев (1860 – 1908)    | Димитър Гулабчев (1860 – 1908)    | Димитър Гулабчев (1860 – 1908)    | Димитър Гулабчев (1860 – 1908)    | Димитър Гулабчев (1860 – 1908)    | Димитър Гулабчев (1860 – 1908)    |       |       | Илия Гулабчев (1873 – след 1934) | Илия Гулабчев (1873 – след 1934) | Илия Гулабчев (1873 – след 1934) | Илия Гулабчев (1873 – след 1934) | Илия Гулабчев (1873 – след 1934) | Илия Гулабчев (1873 – след 1934) |  |  | Атанас Гулабчев   | Атанас Гулабчев   | Атанас Гулабчев   | Атанас Гулабчев   | Атанас Гулабчев   | Атанас Гулабчев   |  |  |  |  |  |  |  |  |  |  |  |  |  |  |  |  |  |  |  |  |  |  |  |  |  |  |  |  |  |  |  |  |  |  |  |  |
|  |  |  |  |  |  |  |  |  |  |  |  |  |  |  |  |  |  |  |  | Спиро Гулабчев (1856 – 1918) | Спиро Гулабчев (1856 – 1918) | Спиро Гулабчев (1856 – 1918) | Спиро Гулабчев (1856 – 1918) | Спиро Гулабчев (1856 – 1918) | Спиро Гулабчев (1856 – 1918) |                |                | Димитър Гулабчев (1860 – 1908)    | Димитър Гулабчев (1860 – 1908)    | Димитър Гулабчев (1860 – 1908)    | Димитър Гулабчев (1860 – 1908)    | Димитър Гулабчев (1860 – 1908)    | Димитър Гулабчев (1860 – 1908)    |       |       | Илия Гулабчев (1873 – след 1934) | Илия Гулабчев (1873 – след 1934) | Илия Гулабчев (1873 – след 1934) | Илия Гулабчев (1873 – след 1934) | Илия Гулабчев (1873 – след 1934) | Илия Гулабчев (1873 – след 1934) |  |  | Атанас Гулабчев   | Атанас Гулабчев   | Атанас Гулабчев   | Атанас Гулабчев   | Атанас Гулабчев   | Атанас Гулабчев   |  |  |  |  |  |  |  |  |  |  |  |  |  |  |  |  |  |  |  |  |  |  |  |  |  |  |  |  |  |  |  |  |  |  |  |  |
|  |  |  |  |  |  |  |  |  |  |  |  |  |  |  |  |  |  |  |  |                              |                              |                              |                              |                              |                              |                |                |                                   |                                   |                                   |                                   |                                   |                                   |       |       | Борис Гулабчев (1912 – ?)        | Борис Гулабчев (1912 – ?)        | Борис Гулабчев (1912 – ?)        | Борис Гулабчев (1912 – ?)        | Борис Гулабчев (1912 – ?)        | Борис Гулабчев (1912 – ?)        |  |  | Пантелей Гулабчев | Пантелей Гулабчев | Пантелей Гулабчев | Пантелей Гулабчев | Пантелей Гулабчев | Пантелей Гулабчев |  |  |  |  |  |  |  |  |  |  |  |  |  |  |  |  |  |  |  |  |  |  |  |  |  |  |  |  |  |  |  |  |  |  |  |  |

## Трудове
- Писмо от Спиро Гулабчев до българския екзарх Йосиф I, Москва, 7 октомври 1880 //   ЦДА, ф. 246 к, оп. 1, а. е. 10, л. 70 – 71. Оригинал. Ръкопис.
- Гулабчев, Спиро. Един расказ: Дѣдо Стоян (има ли ум, – ште има и напрѣдьк).   Кіев, Типографія К. Н. Милевскаго, Прорѣзная ул., д. Эриста №7, 1885.
- Гулабчев, Спиро. Един оглѣд по етнографіята на Македонія.   Габрово, 1887.
- Мѫкитѣ на българитѣ въ Македония и Одринско. Т. II.   Русе, Скоро-печатницата на Спиро Гулабчевъ, 1899.
- Мѫкитѣ на българитѣ въ Македония и Одринско. Т. III.   Русе, Скоро-печатницата на Спиро Гулабчевъ, 1899.
- Мѫкитѣ на българитѣ въ Македония и Одринско. Т. IV.   Русе, Скоро-печатницата на Спиро Гулабчевъ, 1900.
- "М.О.Р.О. (ръкопис - I част)", София, ок. 1904 година
- "Причините, които зародиха револ. организация остават незачекнати; Организацията (ръкопис - II част)", София, ок. 1904 година
- "Резултатът от въстанието; Външни влияния върху революционното движение в Европейска Турция; Новите устави и правилници (ръкопис - III част)", София, ок. 1904 година
- Пантелей Гулабчев от Лерин, Егейска Македония - "Информация за чичо ми Спиро Гулабчев (бележки)", Русе, 1949 година